# Triaenodes mondoanus
Triaenodes mondoanus är en nattsländeart som beskrevs av Douglas E. Kimmins 1962. Triaenodes mondoanus ingår i släktet Triaenodes och familjen långhornssländor. Inga underarter finns listade i Catalogue of Life.